# Heliade Rădulescu, Buzău
Heliade Rădulescu este un sat în comuna Ziduri din județul Buzău, Muntenia, România. Se află în zona de câmpie din nord-estul județului.
În 1925, satul este consemnat ca unic sat și reședință a comunei cu același nume aflată în plasa Orașul din județul Râmnicu Sărat, comună cu o populație de 680 de locuitori.
Ea a fost ulterior desființată și inclusă în comuna Ziduri.